# イスラーム過激派
イスラーム過激派（イスラームかげきは、イスラム過激派、radical Islamism、Islamic extremism）とは、イスラム教徒のうち、宗教的・政治的・経済的目的を達成するために殺人、暴力、誘拐などの犯罪的手段に訴える武装勢力の総称である。イスラム理想社会の実現のためには大量殺人などの犯罪も辞さず、アメリカ同時多発テロ事件、パリ同時多発テロ事件、ブリュッセル連続テロ事件などを引き起こしたとされ、日本を含む多くの西側諸国からは国際テロ組織とみなされている。
海外メディアは、イスラーム過激派に対して、ジハード主義（Jihadism）あるいはジハード主義者（Jihadist）という言葉をよく使用している。また日本のメディアでも、例えば時事通信が「ジハーディスト（聖戦主義者）」という表現を用いている。なお、ジハードの語源は「苦闘・抗争・努力」であり、1880年頃から「あらゆる種類の教義的な聖戦運動」を指す語になった。

## 概要
イスラーム過激派とは、自らの理想を「イスラーム主義あるいはイスラーム原理主義」イスラム神学、イスラム法（イスラム法学および法解釈を厳格にするべきとする思想・学派）の教義をより正当化し、そのような社会の実現を図るために武力・暴力も行使する戦闘的な組織を総称する用語である。こうした組織は、非支持者の側から見ればイスラームの名を使用して主張を実現するために「犯罪やテロ」を行う過激派とみなされることになる。この中にはサラフィー・ジハード主義を掲げるアルカーイダ系の組織なども含めるのが普通である。なお、95％以上がスンナ派のハンバリー法学派の信徒で占められている。
イスラーム過激派では、唯一神（アッラーフ）の性質である「神の単一性」（タウヒード）が、「イスラム信仰者の共同体（ウンマ）の単一性」として解釈されている。前提として、どんな人間でも「神の単一性」の共同体に加わろうとすることは可能だが、こうした考えや信仰からすると、共同体の外側は全て「敵」ということになる。
20世紀のイスラーム思想家で最も影響力があった一人は、過激派のサイイド・クトゥブと見なされている。エジプトの「ムスリム同胞団」活動家だったクトゥブの解釈では、全世界が反イスラーム的状態にあり、人間の思想が「神の地位を与えられている」。しかし、世界の政治的抑圧・不道徳・不平等・物欲等は ―― 「ユダヤ人」が打倒され、世界が「神の法則」のみによって統治されるようになれば ―― 全て終わるとクトゥブは言う。彼のメッセージは、すぐに民衆から支持された。暴力革命をはじめとするクトゥブの主張も、急進的なイスラーム主義者たちによって広く受け入れられている。
クトゥブによれば、鳩でさえ「不幸」に見える場所が大都会であり、ニューヨークは「騒々しく」「やかましい」「巨大な作業場」である。そしてアメリカでは嘆かわしくも、「金銭、映画スター、新車」以外について会話されることは無いに等しい。日常生活には「誘惑的な空気」があり、衝撃的な官能性や女性の慎みの無い行動で悩まされる。大都会ではないコロラド州の町グリーリーでも、教会の主催したダンスパーティーがあまりに「淫ら」だったため衝撃を受けた、とクトゥブは言う。クトゥブによれば
本来ジャーヒリーヤとは、イスラームにとっての「無知」 ―― つまり「偶像崇拝」 ―― を指す宗教用語であり、近代以降は「野蛮」という意味にも解釈されるようになった。近代におけるこの善悪二元論は、「悪」に対する戦争を煽動しており、イスラーム的であるが近代的でもある思想として、思想史に位置づけられている。クトゥブの論では
実は「西洋」の中にはクトゥブが高く評価した部分もあったが、それはドイツロマン主義であり、フランツ・マルクの芸術作品（狐の絵）だった。アメリカ人はその作品を一瞥しかしないため、「西洋人」が「精神的、審美的熟考」に不向きなのは明らかである、とクトゥブは結論した。クトゥブによれば「西洋人」または「ユダヤ人」は、世界的な「陰謀」を企んでおり、その証拠としてクトゥブは、ロシアの偽造書『シオン賢者の議定書』を好んで引用している。クトゥブの「確信」によれば
そして、宗教・人種・国家といった障壁を超越しているかのような国際的な文化や共通遺産は、「世界のユダヤ民族によって企てられた策略の一つ」であり、「全世界の国家へ潜入し、邪悪な計画を永続させるための試み」であるとクトゥブは言う。この「邪悪な計画」の頂点に立っているのは高利貸しであり、彼らを通じて
こうしたイスラーム運動における「人間社会」とは、「純粋な信心」によって成り立つものであり、ドイツの国家社会主義（ナチズム）における「国家」が、「純粋人種」によって成り立つことに類似している。
クトゥブによると、ジハード（努力・聖戦）の目標は「神の法のみに権威を与え、人間が作った法を除去すること」だった。この「宣戦布告」は、隠喩・比喩の類としてではなく文字通りに受容されねばならないとクトゥブは言い、その理由として次を挙げた。

## 主要な組織

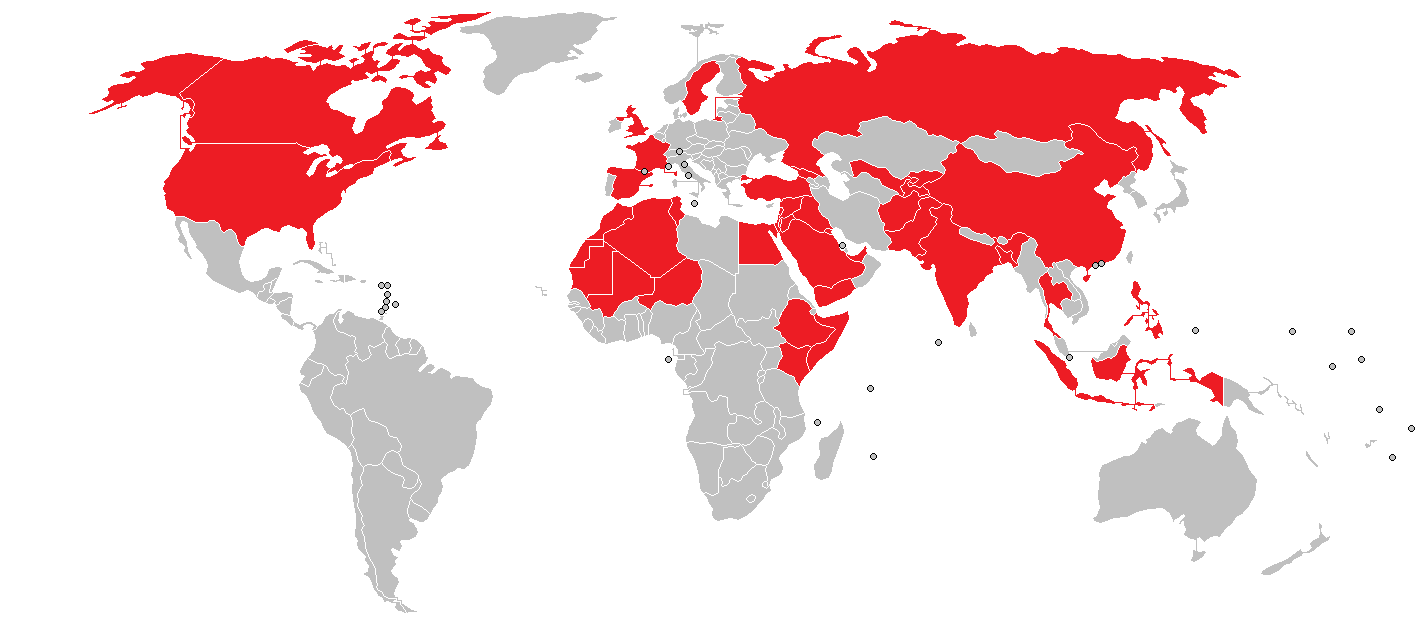
2001年アメリカ同時多発テロ事件以降、2011年までにイスラーム過激派の攻撃を受けた国

西側の多くの国家から「イスラーム過激派」に指定された組織とその主な活動地域を以下に記す。
- アルカーイダ：多国的
- ユダヤ・十字軍に対する聖戦のための国際イスラム戦線：多国的
- トルコ・ヒズボラ（Turkish Hezbollah、クルド・ヒズボラ）：トルコ
- 大東方イスラム砲撃戦線（Great Eastern Islamic Raiders' Front）：トルコ
- アンサール・アル・イスラム（Ansar al-Islam）：イラク
- イラク・イスラム軍：イラク
- マフディー軍：イラク
- アル・アクサ殉教者旅団（Al-Aqsa Martyrs' Brigades）：パレスチナ（ヨルダン川西岸地区）
- ハマース：パレスチナ（ガザ地区）
- イスラーム聖戦：パレスチナ・シリア
- ファタハ・イスラム：レバノン
- ヒズボラ：レバノン
- アラビア半島のアルカーイダ：イエメン
- エジプト・イスラム・ジハード団：エジプト
- イスラム集団：エジプト
- イスラーム・マグリブ地域のアル＝カーイダ機構：アルジェリア
- 武装イスラム集団：アルジェリア
- モロッコ・イスラミック・コンバタント・グループ（Moroccan Islamic Combatant Group）：モロッコ
- アル・シャバブ（Al-Shabaab）：ソマリア
- ジャイシュ＝エ＝ムハンマド：パキスタン（カシミール）
- ラシュカレトイバ：パキスタン（カシミール）
- ハラカト＝ウル＝ムジャヒディーン（Harkat-ul-Mujahideen）：パキスタン
- パキスタン・ターリバーン運動：パキスタン
- インディアン・ムジャヒディーン：インド
- インド学生イスラム運動（Students Islamic Movement of India）：インド
- ジャマアト＝ウル＝ムジャヒディーン（Jamaat-ul-Mujahideen）：バングラデシュ
- ヘズブ・エ・イスラミ・グルブッディーン：アフガニスタン
- ターリバーン：アフガニスタン
- ウズベキスタン・イスラム運動：ウズベキスタン
- 東トルキスタンイスラム運動：中国（新疆ウイグル自治区）
- ジェマ・イスラミア：インドネシア
- ラスカー・ジハード（英語版）：インドネシア
- 東インドネシアのムジャヒディン : インドネシア
- アブ・サヤフ：フィリピン
- モロ・イスラム解放戦線：フィリピン
- パタニ連合解放組織：タイ
- カフカース首長国：ロシア

## 特色
イスラーム過激派は、伝統的にはイスラームの理想とする国家・社会のあり方を政治的・社会的に実現しようとする運動であるイスラーム主義の中から生まれ、現代社会の中でイスラーム的な理想の実現にとって障害となっているものを暴力によって排除しようとする人々のことである。エジプトのムスリム同胞団の理論家であったサイイド・クトゥブ（Sayyid Qutb）の「イスラム教国の世俗化・西洋化・共産化を志向する指導者が統治し腐敗と圧制が蔓延する現世は、イスラム教成立以前のジャーヒリーヤ（無明時代）と同じであり、武力（暴力）を用いてでもジハードにより真のイスラム国家の建設を目指さなければならない」とするクトゥブ主義（Qutbism）がイスラーム過激派の行動の原点となっている。
冷戦終結により共産主義を志向したソビエト連邦が消滅した結果、現在のイスラーム過激派の主たる排除対象となっているのは、ムスリムの土地を占拠するイスラエルや、イスラエルを支持したりイスラム教国で戦争を行うアメリカ合衆国を初めとする欧米諸国や、これらと結んだり妥協したりイスラム教の世俗化を志向する「背教者」と認定されたムスリム政権である。一切の世俗的な価値観を認めない急進的なイスラム主義（イスラム原理主義、イスラム過激派）は、世俗的な価値観と妥協して国家の発展を目指すムスリムの政権にとっても危険であり、特にクトゥブ主義の発祥の地であるエジプトでは歴代政権によりイスラーム過激派に対して法的根拠のない拷問や処刑等の苛烈な弾圧が加えられ、その度に世界各地に過激派が拡散し先鋭化する悪循環を繰り返している。
彼らは、個々人が結合した団体を組織するが、最近の傾向として「草の根テロリズム」という言葉が使われるように、プロデューサー、ディレクター、テクニカルアシスタント、リクルーター、ソルジャーなどの役割ごとのゆるやかなネットワークで結ばれた人々からなっていると分析されており、こうした人々は中東のイスラーム社会のみならず、欧米まで含めた世界中に存在するムスリムの中に溶け込んで活動していると考えられている。現在、ムスリムの社会の間では、個々人や地域によって程度の多少はあるものの、反アメリカ、反シオニズム（反ユダヤ主義とは必ずしもイコールではない）などの漠然とした感情があるとされ、分析者たちは過激派はこうした感情を背景に居住地域に浸透していると見ている。
最近では、ヨーロッパに住んでいたキリスト教徒のヨーロッパ人が、改宗してイスラーム過激派に参入するというケースも少なくない。ドイツの連邦憲法擁護庁によると、ドイツ人・ドイツ移民合わせて約250人が、海外のテロリストキャンプで軍事訓練を受け、その一部はドイツに戻っているという。
イスラム過激派を詳しく見ていくと、近代化した国を中心としたものと近代化していない国を中心としたものとに分けることができる。前者はインターネットなどの通信手段を自らの思想を広めるため積極的に用いるのに対し、後者はターリバーンのように『西洋』由来のものを否定的に捉える傾向がある。ただし、ターリバーンは政権掌握時にラジオを唯一のメディアとして活用しており、処刑に拳銃を用いていた。

## 用語の使用と批評

### 「テロリズム」
《政治学者のアレックス・シュミット（フランス語：Alex Schmidt）とベルト・ヨングマン（フランス語：Berto Jongman）は109個のテロリズムの定義の明らかな相違を見分ける。》パレスチナ問題の文脈の場合において、「テロリズム」の用語は相手方の非合法化への意味合いを持っている。従って、幾人かの解説者たちはそう意味を割り当てるかもしくは非宗教上の理由の、テロリズムのパレスチナの軍事闘争と名付ける、その一方で、パレスチナ人とその支持者はそこで彼らのテリトリーのひとつの解決策の不法占拠であるところのイスラエルの逆の抵抗を認知する。 つまり、必ずしも暴力や戦闘を行うものが「過激派」、行わないものが「穏健派」と区別されているとは言い難く「過激派」の定義がブレる事がある。例えば日本の一部の有力紙はハマースを「過激派」、ファタハを「穏健派」と表現しているが、これは「イスラエルを和平交渉相手として認めるか否か」において「過激派（認めない）」と「穏健派（認める）」を区別しており、ファタハはハマースに対する抗争で暴力を用いていることからも暴力の使用が「過激派」の定義の基準になってはいない。
2010年におけるテロ行為以来、BBCのような幾つかの新聞は、その政治的重圧の理由によって「テロリスト」の用語の使用を拒否する。《どのような者もテロリストもしくはテロリストとみなされるような行動として書き記すことを避けるよう私たちは試みた。私たちがしようとしたことは「二人の男が風刺雑誌のオフィスでの攻撃において人々を殺した」ということである。それで十分であり、私たちはそれの意味とそれが何であるかを知る。》危険と呼ぶことのこの拒否は専門家としてのまたは政治的な人間としてのジャーナリズムの間で良く確立していることが認められる。
また「ホームグロウン・テロリスト」と母国で育った移民や出身者が母国でテロを起こすことが多い。

### 「イスラーム（原理）主義の」、「イスラム教の」、「ジハード主義の」
《占領における武力に反対する抵抗》において幾つものイスラム（原理）主義の（フランス語：islamiste）組織が彼らの活動を形容する。それと同じように、ハマス(Hamas)は《イスラム教の（フランス語：islamique）抵抗の活動》を意味する《harakat al-muqawama al-islamiya》の頭字語である。ヒズボラの旗は《レバノンのためのイスラム教の抵抗》を意味する《al-muqawamah al-islamiyah fi lubnan》のスローガンを入り口に掲げる。イラクにおいては、（宗教上での政治的な影響の）幾つもの組織がアメリカの軍事力に抵抗するゲリラを導く。
ファティ・ヤマ（フランス語：Fatih Yamac）によれば、《イスラムのまたはイスラム教徒の-ユダヤ人の-キリスト教徒の、宗教的なテロリズムにおいて名付けるのを研究者らはためらわなかった》。《イスラム教徒の（フランス語：musulman）テロリズム》という用語はもっと稀である。
《イスラム（原理）主義のテロリズム》のところよりもむしろ《イスラム教のテロリズム》の表現をしばしば何人かの著者は使うにもかかわらず、かなり少数派のこの用法は研究者と知識人の数について投げ出され激しく批評される。それは彼の意味の不正確さを力説し、そしてそのような使用における運の向かないその効果を告発するものである。
同様に、セミア・バネール（フランス語：Semih Vaner）は次のように考える。《《イスラム教の》テロリズムというものは存在しない。（用語での高貴な意味とは必ずしも限らない、残念ながら、しかし既に始まったばかりの難しさ、抵抗における威厳と正当性をどう決定するか）抵抗のための、しかしながらとりわけ政治的そして経済的な権力にたいする闘争における、（複数のテロリズムでの）或るテロリズムの存在。宗教はひとつの外見である。それらの隠し場のところのこれを見出すのにおいてそのものに作用する。…テロリストの或る現象のその現実を見積もっての意義をそれは否定しない、しかし暴力的なそれの行為を弁明し終えることによって自らが《イスラム（原理）主義の》であることを望む政治的なひとつのイデオロギーを都合よく使うところの《イスラム教の》その次元へそれは還元されない。》
「イスラーム過激派」は、日本などでは「イスラム原理主義過激派」という呼称がなされることもある。
「イスラム原理主義」とは、イスラーム共同体を預言者ムハンマドが共同体を創設した時代の原初の理想的な姿に回帰させることを志向する様々な運動や主義主張を、その人権侵害性などを理由に批判的に捕らえた用語である。
多くの国々、とりわけ非イスラーム圏では「イスラーム過激派」は「イスラム原理主義の過激派」であるという理解が一般的に広く浸透している。一方、親イスラーム的な研究者や保守的ムスリムの間には「イスラム原理主義」と「過激派」が結び付けられることにより、『イスラーム原理主義』（彼らの呼称によれば、イスラーム主義・イスラーム復興）と過激思想が本質的に結びついたものとみなされることに対する批判的な見方があり、「イスラーム過激派」と「イスラム原理主義」を厳しく弁別する考え方がある。
また、イスラーム主義の中でも詳細な区分が行われるようになり、初期イスラムの時代（サラフ）を模範とし回帰すべきであるという思想を唱えるサラフィー主義（サラフ主義）と呼ばれる系統もある（その中にはアルカーイダ系組織などが掲げるサラフィー・ジハード主義も含まれる）。
ジャレット・ブラッチマンによると、《ジハーディズム（フランス語：jihadisme）》は下手なまたは異論の多い用語である。それはイスラムの過激派の思想の流れからのを指し示すものである。そしてそれは、シャリアにおいて根拠を与えるまったくイスラムの統治を確立するためのこの、イスラム教徒の伝統的なテリトリーにおける非イスラム教のすべての影響から追い出す仕方の暴力の行使の要求をさし示す。大多数のイスラム教徒にとっての、ものである《ジハード》の語を含む用語は、信仰心の深い人生における基礎である、しかし幾らともイスラムを守るための戦闘の行為から成り立つものである。
こうした言説の背景には、過激派の活動はイスラーム上根拠がないという主張がある。例えば、コーラン（クルアーン）では正当な位置づけのない殺戮は、大義のない犯罪であるとして禁止されているとする。社会学者のドミニク・バレ（フランス語：Dominique Baillet）はイスラム（原理）主義のテロリズムはひとつの《クルアーンにおけるそしてそれゆえイスラムそのもののこれである新原理主義の解釈》であると考える：彼によれば、シャリアは平和な期間での虐殺の根拠を示さないまた、エジプトやトルコなど、無差別のテロが穏健なムスリムの間にも犠牲者を出した例も少なからずあり、多くの敬虔なムスリムは過激派をテロリストとみなして異端視している。
一方、イスラーム社会の中では、反米・反イスラエル的感情の高まりを背景として、9.11等のアメリカやイスラエルを標的とするテロに対する同情があることもしばしば報道されている。

## 原因または背景
このテロリズムの原因は幾つかの観点に従って様々に与えられる。
マレック・チーベルによると、民衆の悲哀とエリートの堕落への、社会的抗議の状況におけるテロリズムそのものがイスラムの国家統治の失敗をもたらす。「金持ちがぼろを着たろくでなしの単なる報復として乱暴にこの現象を解釈するような、イデオロギー上の闘争において同じのこちらの、ものである富める国家の無理解」においてテロリズムは永続する。
社会学者のドミニク・バレ（フランス語：Dominique Baillet）はその原因が経済的、政治的、社会的そして心理的に重なっていることを考える：
- 経済的な面で、これは開発途上国の経済のひとつの状況において見られる、イスラム世界のことから考えて、それは南北の不均衡にたいしてそれと同時にもたらされる。
- 政治的な面で、それは植民地解放以来の立場における体制での専制的なそして権威的な特徴による圧力であり、それと同時にパレスチナ問題や、イラク経済制裁のような未解決の問題についてのことによる圧力である。
- 社会的な面で、それは失業、社会的苦悩、ならびに個人の自由の不存在、の増加によって引き起こされる。
- 他の原因は心理的である：失望、より良いひとつの世界の夢、唯物論の拒絶、恨み、欲求不満、感謝の欠如、によって陥り易いことはそれをとりわけ与える。[28]

ドミニク・バレによると、いくらかのイスラム人は屈辱を受けたと意識しているのと同様に堕落させられたと思う、そして後進的な宗教のようにイスラムを考える西洋も堕落していると思う。彼によれば屈辱は結果における原因ではない。
J.ナイリンク（フランス語：J.Neirinck）によれば、そして説教師で神学者のイスラム人のタリク・ラマダンによれば、西側諸国において多神教もしくは《金銭、充足、セックス、暴力、騒音、全部の道徳と全部の超越性における、すべての精神性の巧妙なまたは乱暴な否定》の崇拝のひとつの形が宗教の否定を形作るのをイスラム教徒たちは見ている。それらのこれがこの意識の周囲に連なるのを認識する。
哲学者ルネ・ジラールによれば、《テロリズムは私たちの異なったひとつの世界、けれども想像もつかないようさせる、私たち同士の遠く離れたこの違いをかきたてるところの、これに束縛する。それは目的への集中そして類似の極度の欲望とは正反対である》。それそのものはそれゆえ《欲求不満の人々のひとつの第三世界をめぐる再結集と呼びかけの意思、そして西洋諸国をもって模倣的な敵対関係の彼らの報告における死傷者》において仲間を受け入れる。
テロリズムの原因における複雑さは理解と対話による終結のために込み入った思考に解決を求めることが必要である。
21世紀からは、ひとつの類似の議論での理由において、そしてパレスチナ、ボスニアまたはカシミール地方において不当が多くのイスラム教徒において耐え忍ばせることの：正しさを示すところのいかに大きな《原因》であるかの以前における事例としての、グローバルな動きのひとつであるかのように、イスラムのテロリズムはしばしば考えられている。それが西洋の国、そして主に伝統的なイスラム教徒の国、とりわけアフリカと中近東において、明らかになる。Boko Haram: Inside Nigeria's Unholy Warにおいて、マイク・スミス（フランス語：Mike Smith）によれば、見られるその起源は、ソマリアまたはチャドにおけるような、たとえ一般的な注目点をつけ加えても、時代の国家への抵抗での社会における宗教のひとつの手段化（フランス語：instrumentalisation）においてそれはしばしば生じる。一般のイスラム文化に表現力のあるオリビエ・ロイは、グローバルなイスラムにおける2つの要因を強調する：《道徳と国家の決定の優位は、新‐原理主義のための周辺のジハードでの手段化だけでなく、一般のウンマ》からの、欠点をおぎなう、中身を与えるためにも》。国家による行政からの反対者と（パキスタン、カノならびにナイジェリア…などの）シャリアを制度化している、ダゲスタンまたはイスラムのたくさんの首長国から、イエメンの南部での、タリバンにおけるものを見分けるものであるこれが、この《イスラモトラバリスム（フランス語：islamotrbalisme）》である。2005年において、いかにグローバル化がテロリズムを生んできたかをRetour de flammeにおいて教える、アリ・ライディ（フランス語：Ali Laïdi）によれば、テロリズムの１０のうちの９近くというものは国家の弱さである、しかしながら逆に《本質的に独裁者によって統治されたイスラム教徒の世界においては、イスラムは、暴力活動によって弾圧された、不安定化の要因とならざるをえない》。
トマ・ピケティはパリ同時多発テロ事件について、緊縮財政政策が国家主義的緊張を作りだし、所得格差が中東におけるイスラム過激派のテロリズムを促す大きな要素だという見解を示した。
人口の10%にも満たない石油王らの生産量が地域のGDPの60から70%を占めており、地域の発展にお金が使われていない。女性や移住労働者を含む大多数は準奴隷同然だとピケティは述べた。そして近年における中東の若年失業率は25%に達する。大学卒の失業率はエジプトやヨルダンでは15%を超えている。
オリヴィエ・ロワは1995年以降にフランスで活動したテロリストのプロフィールを調査した結果、移民二世がテロリストになった事例が突出して多い事実を見いだし、イスラム過激派への入信現象の本質は移民家庭内の世代間闘争であると主張した。ロワは、移民二世は自発的に移民した一世より格差や貧困に対する覚悟が足りず、憎悪や復讐心を募らせ、自らのアイデンティティを問わずにはいられない。そういった不安定な状況を「宗教的な目覚め」が後押ししてイスラム過激派になる、と推測した。
母国で育った移民や出身者が母国でテロを起こすことを「ホームグロウン・テロ」と言い、「ホームグロウン・テロ」は頻繁に起きている。

## 日本での活動
1987年、アメリカ同時多発テロ事件首謀者とされる、のちにアルカイダナンバー3となったハリド・シェイク・モハメドが、静岡県の建設機械メーカーで研修を受ける名目で日本に滞在し、約150台の削岩機を購入してアフガニスタンに輸出していたことが判明している。ハリドは、身柄拘束後、アメリカの当局に対して、2002 FIFAワールドカップにおいて、日本でのテロを計画していたと供述している。
2004年にドイツミュンヘンで殺人容疑で拘束されたアルカイダ傘下ルーベ団幹部のアルジェリア系フランス人は、以前偽装旅券で日本に不法入国し、新潟市内のマンションに住み、外国人登録して短期滞在ビザの更新を繰り返しながら、新潟東港を拠点に、ロシアや北朝鮮に中古車等を輸出していたことが判明した。この事件に関連して、警視庁公安部及び神奈川県警察、群馬県警察、新潟県警察により千代田区の関係会社等の捜査が行われ、埼玉県戸田市の会社社長のバングラデシュ人、埼玉県川口市のバングラデシュ人会社員、新宿区の職業不詳のマリ人、群馬県東村（現伊勢崎市）の解体工のインド人など、計5名が逮捕された。
2007年に、神奈川県座間市のアメリカ陸軍キャンプ座間が、迫撃弾で攻撃された際には、日本及びパキスタンの情報筋からの情報として、アルカイダが日本国内に拠点を持っていると、アメリカン・ブロードキャスティング・カンパニーにより報じられた。また、同年、当時法務大臣だった鳩山邦夫が、「友人の友人」がバリ島爆弾テロ事件に関与したアルカイダメンバーで、同人物はたびたび日本を訪れていると発言し物議をかもした。
2013年3月からISILの支配地域をたびたび訪れてISILメンバーと接触していた同志社大学元教授・中田考は、2014年に北海道大学の学生をISILに戦闘員として参加できるようISIL幹部に仲介し、渡航ルートと通訳を手配したとし、警視庁公安部によって私戦予備・陰謀事件として阻止され、学生は身柄を拘束され、中田及び中田とともにISILと接触していたジャーナリストの常岡浩介らは家宅捜索を受けた。また別に千葉県内の20歳男性も中田に連絡を取り、2014年8月にシリアへ渡航する予定であったが、家族が説得したために未遂に終った。
2016年に発生し、日本人も多数殺害されたISIL系組織によるダッカ・レストラン襲撃人質テロ事件の犯人の1人は、京都市の立命館大学で准教授を務めていた日本国籍も保有するバングラデシュ人モハメド・サイフラ・オザキとされるが、同犯人は訪日以前はヒンドゥー教徒であり、日本でイスラーム過激派の思想に感化されたとも考えられている。